# Nucléoplasme

Elements d'un noyau cellulaire.

Le nucléoplasme, caryoplasme ou karyoplasme est, dans une Cellule eucaryote, le milieu gélatineux qui remplit la membrane du noyau. Le nucléole et la chromatine sont suspendus dans le nucléoplasme. Il contient en moyenne entre 70 % et 90 % d'eau et son pH est proche de 7 (neutre). Il est légèrement plus visqueux que le cytoplasme, qui se trouve à l'extérieur du noyau.
La transcription de l'ADN en ARN pré-messager se déroule dans le nucléoplasme. Le nucléoplasme est riche en enzymes intervenant entre autres dans la synthèse de l'ADN et de l'ARN ou permettant le stockage intracellulaire de produits de réserve, comme des graisses et des glucides, en nucléotides et en ATP.
Il renferme la quasi-totalité de l'information génétique soit l'ensemble de l'ADN double brin enfermé dans une structure chromatinienne présentant dans le temps différents niveaux de condensation.Il contient aussi des ribosomes incomplets (les petites et grandes sous-unités ribosomiques), qui serviront à la synthèse des protéines, et sert à la reproduction cellulaire.
Eduard Adolf Strasburger est à l'origine des termes nucléoplasme et cytoplasme, en 1882.